# Cogitationis poenam nemo patitur
La locuzione latina cogitationis poenam nemo patitur (Trad. nessuno può subire una pena per i suoi pensieri) esprime il cd. principio di materialità del Diritto Penale. 
Secondo tale principio non può mai esservi reato, né di conseguenza pena, se la volontà criminosa non si materializza in un comportamento esterno (es. non è reato di omicidio il pensare di uccidere qualcuno).

## Storia
Nella storia contemporanea è stata stigmatizzata "la propensione (...) a creare sospetto nel quadro dei processi politici invocando «cause generali» esterne agli accusati. Così che la semplice «intenzione» di nuocere politicamente diventa, in modo arbitrario, confessione di cospirazione, e il pubblico ministero non ha più bisogno di prove, bensì soltanto di intima convinzione. In questa logica che Robespierre aveva inaugurato alla Convenzione, la retorica della denuncia si limita a pochi sottintesi, suscettibili di molteplici interpretazioni, ma in totale contraddizione con il più elementare pluralismo politico d'essenza parlamentare, a fortiori democratico".

## Materialità del reato
Per fronteggiare il pericolo più volte affacciatosi nella storia recente, l’affermazione del brocardo si è verificata mediante la concretizzazione del principio di materialità di cui all'art. 1 del codice penale che, per l'applicabilità di una sanzione penale, fa esplicito riferimento a "un fatto" espressamente preveduto dalla legge come reato: così si delimita rigorosamente il momento in cui la perseguibilità penale può essere anticipata, ricollegandola ad un comportamento materiale e non soltanto ad un’inidonea capacità di lesione di beni giuridici tutelati.
Può trattarsi di un'azione direttamente posta in essere dall'agente ovvero, come previsto dal secondo comma dell'art. 40 c.p., di una omissione che essa stessa ha comportato il verificarsi del fatto che l'agente aveva, invece, l'obbligo giuridico di impedire che si realizzasse. 
Il codice penale italiano ha accolto il principio in esame anche in altre disposizioni:
- all'art. 115 laddove esclude la punibilità per le ipotesi di accordi o istigazioni che non siano seguite dal reato. La norma ribadisce che ai fini della sanzione penale non è sufficiente un'intenzione criminale ma sia necessaria una reale offesa del bene protetto.